# 威廉·埃尔福德·利奇
威廉·埃尔福德·利奇（英語：William Elford Leach，1791年2月2日—1836年8月25日）是一名英国动物学家和海洋生物学家。

## 生平
利奇年轻时就在德文郡海岸收集海洋标本，对海洋生物产生浓厚的兴趣。早年曾在伦敦聖巴多羅買醫院学习医学，并在苏格兰获得醫學士（MD）学位。之后利奇转向自然历史方面研究，他一共建立的300多个属，广泛在昆虫和甲壳类领域发表多篇文章。1813年，他接替乔治·肖担任大英博物馆自然历史部门的助理馆员（后来被称为“助理管理员”），负责动物标本的收集。在此期间他对林奈分类法进行了重大的修订。利奇很快成为甲壳类动物研究的主要权威专家，于1816年成为皇家学会院士，年仅25岁。1821年底利奇因神经衰弱从博物馆退休，前往欧洲各地疗养。1836年在意大利北部圣塞巴斯蒂亚诺-库罗内逝世。